# Formula One Group
Formula One Group er en gruppe af virksomheder, der er ansvarlige for at fremme Fédération Internationale de l'Automobiles (FIA) verdensmesterskab i Formel 1-serien, samt udnyttelse af sportens kommercielle rettigheder. Gruppen er ejet af Delta Topco, et Jersey-baseret selskab der primært er ejet af CVC Capital Partners, Waddell & Reed, og LBI Group. Resten af aktierne er ejet af Bernie Ecclestones family-trust, og finansielle rådgivere samt Ecclestone selv.